# El Bouihi
El Bouihi est une commune de la wilaya de Tlemcen en Algérie.

## Géographie

### Situation
Le territoire de la commune d'El Bouihi est situé au sud-ouest de la wilaya de Tlemcen. Magoura, principale localité de la commune, est située à environ 78 km à vol d'oiseau au sud-ouest de Tlemcen.
| Beni Boussaid           | Beni Snous     | Sidi Djillali |
| Aïn Beni Mathar (Maroc) | El Bouihi      | Sidi Djillali |
| Aïn Beni Mathar (Maroc) | Kasdir (Naâma) | Sidi Djillali |

### Localités de la commune
En 1984, la commune d'El Bouihi est constituée à partir des localités suivantes :
- El Bouihi
- El Abed
- Magoura
- Ouled Abdesselam
- Sidi Abdellah
- Outiet
- Ouled Mehdi
- Khelil
- M'Siouène
- Taderet
- Madhar
- Groupements sous tentes